# توماس يي
توماس يي (بالصينية: 葉勝男) (و. 1941  م) هو دبلوماسي، وكاهن كاثوليكي تايواني، ولد في كاوهسيونغ.

## مناصب
تولى منصب أسقف كاثوليكي (منذ 20 ديسمبر 1998)
- مطران كاثوليكي  [لغات أخرى]‏
- سفير
- رئيس أساقفة فخري  [لغات أخرى]‏

.

## التعليم
تعلم في الأكاديمية الكنسية البابوية ‏
.